# Eric Bina
Eric Bina (født 1964) medskaber af Mosaic web-browser og medstifter af Netscape.
Bina studerede ved University of Illinois at Urbana-Champaign, hvor han modtog en B.Sc. grad i datalogi i 1986 og en M.Sc. i datalogi i 1988.
Bina blev i 1991 ansat som programmør ved NCSA, og han begyndte her sammen med vennen Marc Andreessen udviklingen af web-browseren Mosaic i december 1992. I marts 1993 havde Bina og Andreessen den første fungerende version af Mosaic, og de postede den på internetet. Mosaic regnes som den killer app der udbredte internettet uden for en snæver kreds.
4. april 1994 stiftede Andreessen sammen med Jim Clark virksomheden Netscape Communications med det formål at udvikle en bedre browser og gøre udvikling af web-software til en forretning. Bina blev én af de første ansatte ved Netscape. Netscape lancerede browseren Netscape Navigator 15. december 1994, og browseren blev hurtigt de-facto standard på internettet. 9. august 1995 blev Netscape børsnoteret, hvilket gjorde Bina og de øvrige stiftere meget velhavende. Netscape mistede siden sin dominans på browser-markedet til Microsoft Internet Explorer. Netscape frigav i januar 1998 program-koden til Netscape Navigator som fri software, hvilket blev starten på Mozilla projektet. Netscape blev 24. november 1998 overtaget af AOL. 
Bina er kendt som en fremragende programmør og for at arbejde meget hårdt, med arbejdsuger på 120-130 timer og for at programmere uafbruft i 48 timer eller mere.
I 1995 modtog Bina og Andreessen sammen med Tim Bernes-Lee ACM Software System Award for deres indsats for skabelsen af World Wide Web.